# Oscar Larsen
Oscar Ludvig Larsen (Kristiania, 19 ottobre 1863 – Oslo, 30 dicembre 1939) è stato un attore norvegese.
Oscar Larsen ha svolto gran parte della sua carriera teatrale al Teatro Nazionale di Oslo, interpretando, fra gli altri, ruoli shakespeariani ed ibseniani. Ha inoltre recitato in alcuni film, fra i quali La fidanzata di Glomdal, di Carl Theodor Dreyer (1926).

## Teatro
Tutti gli allestimenti sono stati prodotti e messi in scena, tranne dove indicato, dal Teatro Nazionale di Oslo
- Den politiske kandestøber, di Ludvig Holberg, regia di Olaf Mørch Hansson (1900), Gustav Thomassen (1914), Bjørn Bjørnson (1924)[1][2][3]
- Den politiske kandestøber, di Ludvig Holberg, regia di Bjørn Bjørnson (1902)[4]
- Erik XIV, di August Strindberg, regia di Anton Heiberg (1903)[5]
- Den store lod, di Gunnar Heiberg (1903)[6]
- Dronning Tamara, di Knut Hamsun (1904)[7]
- Fossegrimen, di Sigurd Eldegard (1905)[8]
- Opstandelse, di Henri Bataille, da Resurrezione di Lev Tolstoj (1905)[9]
- Onkel Nabob, di Anthon Bernhard Nilsen (1905)[10]
- Christian Frederik, Norges Konge, di Jacob Breda Bull (1905)[11]
- Elverhøi, di Johan Ludvig Heiberg (1905)[12]
- Væverne, di Gerart Hauptmann (Die Weber) (1906)[13]
- Lille Dorrit, di Franz von Schønthan, da Little Dorrit di Charles Dickens (1906)[14]
- Un marito ideale, di Oscar Wilde (An ideal husband), regia di Bjørn Bjørnson (1906)[15]
- Casa di bambola, di Henrik Ibsen, regia di Olaf Mørch Hansson (1906)[16]
- Østenfor sol og vestenfor måne, di Frederikke Bergh, da Peter Christen Asbjørnsen regia di Halfdan Christensen (1906)[17]
- Mellem slagene, di Bjørnstjerne Bjørnson, regia di Vilhelm Krag (1907)[18]
- Fossegrimen, di Sigurd Eldegard (1908-1909)[19]
- Erasmus Montanus, di Ludvig Holberg, regia di William Edvard Bloch (1908)[20]
- Prinsesse Rosenrød og de syv vildænder, di Frederikke Bergh, da Peter Christen Asbjørnse, regia di Halfdan Christensen (1908)[21]
- Da vi var en og tyve, di Henry V. Esmond (When we were twenty-one), regia di Halfdan Christensen (1909)[22]
- Enrico IV, di William Shakespeare (Enrico IV, parte I e Enrico IV, parte II, rielaborati da Bjørnstjerne Bjørnson), regia di Halfdan Christensen (1910)[23]
- Den sterkeste magd, di Clyde Fitch (The Woman in the Case), regia di Vilhelm Krag (1910)[24]
- Mari-sagnet, di Johannes Haarklout e Anna Winge, opera, regia di Vilhelm Krag (1910)[25]
- Babels tårn, di Gabriel Scott, regia di Gabriel Scott (1910)[26]
- Barselstuen, di Ludvig Holberg, regia di Gustav Thomassen (1911, 1920)[27][28]
- Den Stundensløse, di Ludvig Holberg, regia di Gustav Thomassen (1911, 1912, 1917)[29]
- Den gamle præst, di Sven Lange, dal romanzo omonimo di Jakob Knudsen, regia di Stub Wiberg (1912)[30]
- Orfeus i underverdenen, di Jacques Offenbach e Hector Crémieux (Orfeo all'inferno), regia di Halfdan Christensen (1912)[31]
- Il malato immaginario, di Molière, regia di Halfdan Christensen (1913)[32]
- Det lykkelige valg, di Nils Kjær, regia di Gustav Thomassen (1914, 1916, 1919), Halfdan Christensen (1935)[33][34][35][36]
- Den sidste gjæst, di Hans Ernst Kinck, regia di Halfdan Christensen (1914)[37]
- Troens magt, di Johan Bojer, regia di Vilhelm Krag (1914)[38]
- Les cloches de Corneville, di Charles Gabet e Louis Clairville, musica di Robert Planquette, opera lirica, regia di Halfdan Christensen (1914)[39]
- Fjelleventyret (Fjeldeventyret), di Henrik Anker Bjerregaard, musica di Waldemar Thrane, Singspiel, teatro Frognerparken friluftsteater, Oslo (1915)[40]
- Der var engang, di Holger Drachmann (1916, 1917)[41]
- Syndens Sold, di August Strindberg (basato su Delitto e delitto), regia di Halfdan Christensen (1916)[42]
- Fata Morgana, di Ernst Vajda, regia di Halfdan Christensen (1917)[43]
- Over Ævne II, di Annett Stykke e Bjørnstjerne Bjørnson (1918)[44]
- Ruy Blas, di Victor Hugo, regia di Johanne Dybwad (1920)[45]
- Macbeth, di William Shakespeare, regia di Halfdan Christensen (1920)[46]
- Amleto, di William Shakespeare, regia di Ingolf Schanche (1921, 1924, 1928)[47]
- Kirken, di Nini Roll Anker, regia di Halfdan Christensen (1921)[48]
- Retfærdighet (Loyalities), di John Galsworthy, regia di Thomas Thomassen (1922)[49]
- Leonarda, di Bjørnstjerne Bjørnson , regia di Bjørn Bjørnson (1924)[50]
- Madame Sans-Gêne, di Victorien Sardou e Emil Moreau, regia di Thomas Thomassen (1924)[51]
- Reisen til Julestjernen, di Sverre Brandt, regia di Eyvin Vedéne (1924, 1927, 1932)[52][53]
- I kjole og hvitt (Un homme en habit), di André Picard (1926)[54]
- Kongen kommer, di Herdis Bergstrøm e Karin Michaëlis, regia di Bjørn Bjørnson (1926, 1927)[55]
- Prinsessen og spillemannen, di Barbra Ring, regia di Per Aabel (1926)[56]
- Hoppla vi lever, di Ernst Toller, regia di Johanne Dybwad (1928)[57]
- Rosaspina, di Hans Wiers-Jenssen, basata sulla favola dei fratelli Grimm, regia di Eyvin Vedéne (1928)[58]
- Harald Svans mor, di Gunnar Heiberg, regia di Halfdan Christensen (1928)[59]
- Gaten og Huset, di Elmer Rice, regia di Halfdan Christensen (1930)[60]
- Askeladden, di Alfred Maurstad e Odd Frogg, regia di Gerda Ring (1930)[61]
- Pickwick-klubben, di Charles Dickens, elaborazione scenica di Frantizek Langer da Il Circolo Pickwick, regia di Hans Jacob Nilsen (1932)[62]
- Gorillaen (The Hairy Ape), di Eugene O'Neill, regia di Per Lindberg (1933)[63]
- Dronning for en dag, di Hans Wiers-Jenssen, musica di Sverre Hagerup Bull, operetta, regia di Greg Egede Nissen Grieg (1935)[64]

## Filmografia
- Fager er lien, regia di Harry Ivarson (1925)
- Brudeferden i Hardanger, regia di Rasmus Breistein (1925)
- La fidanzata di Glomdal (Glomdalsbruden), regia di Carl Theodor Dreyer (1926)
- Fantegutten, regia di Leif Sinding (1932)